# Ted Schroeder
Frederick Rudolph "Ted" Schroeder (Newark, Estados Unidos; 20 de julio de 1921 - La Jolla, 26 de mayo de 2006) fue un destacado jugador de tenis estadounidense de los años 40. En su carrera ganó 2 títulos de Grand Slam en individuales y 3 en dobles.

## Torneos de Grand Slam

### Campeón Individuales (2)
| Año  | Torneo                            | Oponente en la final | Resultado           |
| 1942 | US National Singles Championships | Frank Parker         | 8-6 7-5 3-6 4-6 6-2 |
| 1949 | Wimbledon                         | Jaroslav Drobný      | 3-6 6-0 6-3 4-6 6-4 |

### Finalista Individuales (1)
| Año  | Torneo                            | Oponente en la final | Resultado             |
| 1949 | US National Singles Championships | Pancho Gonzales      | 18-16 6-2 1-6 2-6 4-6 |

### Campeón Dobles (3)
| Año  | Torneo                            | Pareja      | Oponentes en la final         | Resultado   |
| 1940 | Wimbledon                         | Jack Kramer | Gardnar Mulloy Henry Prussoff | 6-4 8-6 9-7 |
| 1941 | US National Doubles Championships | Jack Kramer | Wayne Sabin Gardnar Mulloy    | 9-7 6-4 6-2 |
| 1947 | US National Doubles Championships | Jack Kramer | Bill Talbert Bill Sidwell     | 6-4 7-5 6-3 |

### Finalista Dobles (3)
| Año  | Torneo                            | Pareja         | Oponentes en la final        | Resultado           |
| 1942 | US National Doubles Championships | Sidney Wood    | Gardnar Mulloy Bill Talbert  | 5-7 7-9 1-6         |
| 1948 | US National Doubles Championships | Frank Parker   | Gardnar Mulloy Bill Talbert  | 6-1 7-9 3-6 6-3 7-9 |
| 1949 | Wimbledon                         | Gardnar Mulloy | Pancho Gonzales Frank Parker | 4-6 4-6 2-6         |